# Катастрофа E-190 в Бвабваті
18°11′36″ пд. ш. 21°52′09″ сх. д. / 18.1933° пд. ш. 21.8692° сх. д.
Рейс 470 LAM Mozambique Airlines колишній регулярний міжнародний пасажирський рейс із Мапуту (Мозамбік) до Луанди (Ангола). 29 листопада 2013 року твінджет Embraer E190, який перевозив пасажирів на цьому рейсі, впав у національному парку Бвабвата в Намібії на середині шляху, у результаті чого загинули всі 27 пасажирів і 6 членів екіпажу, що перебували на борту. 
Попередні висновки Інституту цивільної авіації Мозамбіка (IACM) показали, що капітан розбив літак навмисно.  Асоціація авіаперевізників Мозамбіку (AMOPAR) заперечила висновок IACM.  Управління з розслідування авіаційних катастроф Намібії погодилося з IACM у тому, що ймовірною причиною авіаційної катастрофи стали навмисні дії капітана: до катастрофи призвели введені ним дані керування літаком.:2

## Інцидент
Літак вилетів із міжнародного аеропорту Мапуту о 11:26 CAT (09:26 UTC) і мав приземлитися о 14:10 WAT (13:10 UTC) в аеропорту Куатро-де-Феверейро (Ангола).
Під час руху з крейсерською швидкістю на висоті близько 12 000 м у повітряному просторі Ботсвани, приблизно на пів дороги між Мапуту та Луандою, Embraer почав швидко втрачати висоту.  Літак швидко знижувався зі швидкістю близько 30 м/с і відстежувався радаром.  На висоті 910 м над рівнем моря, приблизно через шість хвилин втрати висоти, літак зник з радарів. Невдовзі після цього літак впав в національному парку Бвабвата і вибухнув. Вибух повністю знищив літак, а усі 33 людини на борту миттєво загинули.  Останній контакт із диспетчерами був здійснений о 13:30 CAT (11:30 UTC) над північною частиною Намібії під час сильного дощу.
Відомо, що на момент інциденту погода, на траєкторії польоту літака, була поганою, йшов сильний дощ.

## Літак
Літак, який брав участь в інциденті, був однорічним Embraer 190 із серійним номером виробника 581, зареєстрованим як C9-EMC і названим Chaimite. Літак було виготовлено в жовтні 2012 року і було доставлено авіакомпанії LAM Mozambique Airlines у листопаді 2012 року. Відтоді він накопичив понад 2900 годин нальоту за 1900 циклів польоту. Він був оснащений двома двигунами General Electric CF34-10E. Останній раз планер і двигуни були перевірені 28 листопада 2013 року, за день до катастрофи.

## Пасажири та екіпаж
Компанія LAM Mozambique Airlines підтвердила, що на борту, на момент катастрофи, перебувало 33 людини (27 пасажирів і 6 членів екіпажу).  Заступник комісара поліції Намібії Віллі Бемптон заявив, що вцілілих немає і що літак «повністю згорів».
| Національність | Всього |
| -------------- | ------ |
| Мозамбік       | 10     |
| Ангола         | 9      |
| Португалія     | 5      |
| Франція        | 1      |
| Бразилія       | 1      |
| Китай          | 1      |
| Всього         | 27     |

До складу екіпажу входили два пілоти, три бортпровідники та технік. Капітан, 49-річний Ермініо душ Сантос Фернандес, загалом мав понад 9000 годин польоту (у тому числі 2519 годин на Embraer E190), а перший офіцер, 24-річний Грасіо Грегоріо Чимукіле, мав близько 1400 годин досвіду польотів, з яких 101 на Embraer E190.

## Реакція
Президент Португалії Анібал Каваку Сілва висловив співчуття родинам загиблих. LAM Mozambique Airlines повідомила, що надає консультації та юридичні консультації сім'ям як у Мозамбіку, так і в Анголі, і створила інформаційну гарячу лінію.
Структура уламків вказувала на те, що літак ковзав по землі протягом кількох сотень метрів.
Обидва бортових самописці — диктофон кабіни (CVR) і реєстратор польотних даних (FDR) — були вилучені з місця катастрофи протягом чотирьох днів після катастрофи і згодом були відправлені до Національної ради з безпеки на транспорті США (NTSB) для зчитування інформації.

## Розслідування
21 грудня 2013 року Інститут цивільної авіації Мозамбіку (порт. Instituto Moçambicano de Aviação Civil, голова IACM) Жоао Абреу представив звіт про попереднє розслідування, згідно з яким капітан Ермініо душ Сантуш Фернандес мав «явний намір» розбити літак і вручну змінив його налаштування автопілота, здійснивши суїцид.  Після того як другий пілот покинув кабіну, минуло дві хвилини, перш ніж капітан вирішив замкнути двері, і ще хвилина пройшла, перш ніж він почав зниження. Психолог-пілот NTSB Малкольм Бреннер заявив, що в цей період капітан, ймовірно, «думав про життя» і розмірковував, чи зможе він здійснити задумане.  Повідомляється, що планова висота літака змінювалася тричі з 11 582 м над рівнем моря до 180 м, причому остання позначка знаходилася нижче рівня поверхні. Швидкість також регулювалася вручну.  Диктофон кабіни зафіксував кілька сигналів попередження, які спрацювали під час спуску, а також повторні гучні удари у заблоковані зсередини двері, що свідчили, що другий пілот намагався їх зламати. . Усупереч правилам авіакомпанії Mozambique Airlines, жоден член екіпажу кабіни не був присутній під час відсутності другого пілота.
Розслідування життя пілотів літака показало, що капітан Фернандеш зазнав ряду ударів долі перед аварією. Його син помер в листопаді 2012 року, а Фернандес був відсутній на похороні. Річниця смерті сина Фернандеса припадала майже на день аварії.. Його донька також перебувала в лікарні для операції на серці на момент аварії, і його шлюборозлучний процес був невирішеним понад десять років
Незважаючи на висновок IACM, Асоціація авіаперевізників Мозамбіку (AMOPAR) оскаржила попередню доповідь, пояснивши, що маневри капітана Фернандеса випливали з керівництва стандартних операційних процедур, виданого Embraer (виробником розбитого літака), про те, як «діяти в надзвичайній ситуації, аби запобігти катастрофі». Також згідно з документами AMOPAR, уряд Мозамбіка не дотримався стандартів та рекомендацій Міжнародної організації цивільної авіації (ІКАО) "щодо розкриття інформації, змісту та процедур, що стосуються попереднього звіту про розслідування катастрофи рейсу TM 470.
15 квітня 2016 року DAAI оприлюднила свій остаточний звіт, згідно з яким вхідні дані до систем автоматичних польотів, введені, як вважається, капітаном, що залишився сам у кабіні, коли, як вважається, другий пілот вийшов до туалету, призвели до сходження літака з «крейсерського» польоту, переходу до тривалого контрольованого зниження та згодом до аварії.
За словами експертів, опитаних під час створення телесеріалу «Розслідування авіакатастроф», катастрофа LAM не була широко висвітлена в ЗМІ, оскільки катастрофа сталася в країні третього світу. Це означало, що авіакомпанія не змогла вчасно застосувати заходи безпеки, щоб уникнути ще одного подібного інциденту, катастрофи рейсу 9525 Germanwings у французьких Альпах у 2015 році, яка була визнана викликаною навмисною дією другого пілота.

## У масовій культурі
Аварія описана в 9-му епізоді 20-го сезону документального серіалу «Розслідування авіакатастроф». Епізод називається «Вбивця з кабіни». 

## Подальше читання
- «IACM NA POSSE DO RELATÓRIO DA INVESTIGAÇÃO PRELIMINAR» [IACM IN POSSESSION OF THE PRELIMINARY RESEARCH REPORT] (Archive). SAPO Moçambique. 22 December 2013.(португальською)